# Banisia myrsusalis
Banisia myrsusalis är en fjärilsart som beskrevs av Walker 1859. Banisia myrsusalis ingår i släktet Banisia och familjen Thyrididae. Inga underarter finns listade i Catalogue of Life.